# Местыш

Местыш — река в России, протекает в Любимском районе Ярославской области. Устье реки находится в 63 км по правому берегу реки Обнора. Длина реки составляет 10 км.
Исток находится на границе с Первомайским районом в ненаселённой местности вблизи дороги Слобода-Воскресенское, река течёт на юго-восток. Протекает через деревни Михалёво.

## Данные водного реестра
По данным государственного водного реестра России относится к Верхневолжскому бассейновому округу, водохозяйственный участок реки — Кострома от истока до водомерного поста у деревни Исады, речной подбассейн реки — Волга ниже Рыбинского водохранилища до впадения Оки. Речной бассейн реки — (Верхняя) Волга до Куйбышевского водохранилища (без бассейна Оки).
По данным геоинформационной системы водохозяйственного районирования территории РФ, подготовленной Федеральным агентством водных ресурсов:
- Код водного объекта в государственном водном реестре — 08010300112110000012823
- Код по гидрологической изученности (ГИ) — 110001282
- Код бассейна — 08.01.03.001
- Номер тома по ГИ — 10
- Выпуск по ГИ — 0